# Cerano, Guanajuato
Cerano är en ort i Mexiko.   Den ligger i kommunen Yuriria och delstaten Guanajuato, i den centrala delen av landet, 250 km väster om huvudstaden Mexico City. Cerano ligger 1 882 meter över havet och antalet invånare är 7 860.
Terrängen runt Cerano är huvudsakligen kuperad, men åt nordväst är den platt. Cerano ligger nere i en dal. Runt Cerano är det ganska tätbefolkat, med 129 invånare per kvadratkilometer. Närmaste större samhälle är Puruándiro, 13,6 km väster om Cerano. I omgivningarna runt Cerano växer huvudsakligen savannskog.